# Rhizothrix wilsoni
Rhizothrix wilsoni är en kräftdjursart som beskrevs av Nicolaus Gustavus Bodin 1979. Rhizothrix wilsoni ingår i släktet Rhizothrix och familjen Rhizothricidae. Inga underarter finns listade i Catalogue of Life.